# Висковский, Стефан Валерианович
Стефан Валерианович Висковский (1892—1953) — советский учёный-медик, эпидемиолог, организатор здравоохранения и медицинской науки, доктор медицинских наук (1934), профессор (1934), полковник медицинской службы (1941). Заслуженный деятель науки РСФСР (1942).

## Биография
Родился 17 марта 1893 года в Санкт-Петербурге.
С 1909 по 1914 годы проходил обучение в Императорской медико-хирургической академии.
С 1918 по 1923 и с 1927 по 1931 год — врач, ординатор, младший преподаватель и старший ассистент кафедры инфекционных болезней Военно-медицинской академии имени С. М. Кирова. С 1934 по 1951 год — начальник кафедры инфекционных болезней Второго Ленинградского медицинского института. Параллельно с основной деятельностью с 1934 по 1941 год — главный врач Клинической инфекционной больницы имени С. П. Боткина.
С 1941 по 1945 год в период Великой Отечественной войны — главный эпидемиолог Ленинградского фронта. С 1945 по 1952 год — заведующий отделом Военно-медицинского музея Министерства обороны СССР. С 1952 по 1953 год — начальник кафедры инфекционных болезней Военно-медицинской академии имени С. М. Кирова.
В 1934 году С. В. Висковский становится доктором медицинских наук. В 1934 году С. В. Висковскому было присвоено учёное звание профессора. В 1941 году было присвоено воинское звание полковника медицинской службы. В 1942 году Указом Президиума Верховного Совета РСФСР «За заслуги в научно-педагогической деятельности» Висковский был удостоен почётного звания «Заслуженный деятель науки РСФСР».
Основная научно-педагогическая деятельность С. В. Висковского была связана с вопросами в области эпидемиологии и лечения инфекционных болезней, в том числе флеботомной лихорадки и дизентерии. С. В. Висковский являлся членом Правления Ленинградского отделения Всесоюзного общества микробиологов, эпидемиологов и инфекционистов. Он являлся автором более 50 научных трудов.
Скончался в 1953 году в Ленинграде.

## Основные труды
- Желудочно-кишечные заболевания, их причины и борьба с ними : Популярный очерк. — Ташкент: Политич. и военно-санитарн. упр. Средне-Азиатск. воен. округа, 1927. — 23 с.
- Висковский С. В., Петров В. П. Эпидемиологические и клинические наблюдения над лихорадкой pappatasi. — Ташкент, 1927. — 14 с.
- Розенберг Н. К. Инфекционные болезни с основами эпидемиологии. / 2-е изд. (посмертное). При участии С. В. Висковского. — Л.-М.: Биомедгиз; Ленингр. отд-ние, 1935. — 624 с.
- Розенберг Н. К. Инфекционные болезни с основами частной эпидемиологии / 4-е изд. (посмертное). При участии С В. Висковского. — Л.: Медгиз; Ленингр. отд-ние, 1938. — 752 с.
- Дизентерия. — Л.: Изд-во Ленингр. дома сан. культуры, 1940. — 36 с.
- Брюшной тиф и паратиф. — Л.: Изд-во Ленингр. дома сан. культуры, 1940. — 48 с.
- Ранняя диагностика основных инфекционных болезней. — Л.: Медгиз; Ленингр. отд., 1943. — 77 с.

## Награды
- Орден Красного Знамени (15.11.1950)
- Орден Отечественной войны I и II степени (05.10.1944, 06.12.1943)
- Два Ордена Красной Звезды (13.02.1943, 03.11.1944)
- Медаль «За оборону Ленинграда» (22.12.1942)
- Медаль «За победу над Германией в Великой Отечественной войне 1941—1945 гг.» (09.05.1945)

### Звания
- Заслуженный деятель науки РСФСР (1942)